# Rhynchospora tepuiana
Rhynchospora tepuiana är en halvgräsart som beskrevs av Julian Alfred Steyermark. Rhynchospora tepuiana ingår i släktet småag, och familjen halvgräs. Inga underarter finns listade i Catalogue of Life.